# Michael Kolganov
Michael Kolganov (n. 24 octombrie 1974, Toshkent, Republica Sovietică Socialistă Uzbecă, URSS) este un canoist ce a reprezentat Israel, medaliat olimpic. A participat la 3 ediții ale Jocurilor Olimpice (2000, 2004, 2008) în care a câștigat o medalie de bronz.